# Elaine May
Elaine Iva May (Filadelfia, 21 de abril de 1932) es una guionista, directora de cine, actriz y comediante estadounidense, conocida por sus películas The Heartbreak Kid y Mikey and Nicky. Comenzó su carrera y obtuvo reconocimiento en la década de 1950 con sus rutinas de comedia improvisada con Mike Nichols. Más adelante, emprendió una carrera como directora y guionista.

## Carrera

### Comedia de improvisación
Después de estudiar actuación con la reconocida tutora de teatro María Uspénskaya en Los Ángeles, se mudó a Chicago en 1955 y se convirtió en miembro fundadora de Compass Players, un grupo de teatro improvisado. May comenzó a trabajar con Mike Nichols, quien también formaba parte del grupo, y juntos comenzaron a escribir e interpretar sus propios sketches de comedia, que fueron enormemente populares. En 1957, ambos abandonaron el grupo para formar su propio acto escénico, Nichols and May, en la ciudad de Nueva York.
Actuaban en escenarios donde se agotaban todas las entradas, además de hacer apariciones en la televisión y en la radio. En su acto de comedia crearon clichés satíricos y tipos de personajes que se burlaban del nuevo orden intelectual, cultural y social que estaba emergiendo en ese momento. Este hecho fue fundamental para eliminar el estereotipo de que las mujeres no pueden tener éxito en la comedia en vivo. Juntos se convirtieron en una inspiración para muchos comediantes más jóvenes, incluyendo a Lily Tomlin y Steve Martin. 
Después de cuatro años, en la cima de su fama, decidieron dejar de actuar. Su relativamente breve tiempo juntos como estrellas de la comedia llevó al presentador del programa de entrevistas de Nueva York, Dick Cavett, a referirse a su acto como "uno de los meteoritos cómicos en el cielo". Gerald Nachman señaló que "Nichols y May son quizás los más extrañados entre todos los comediantes satíricos de su época".

### Cine
May se convirtió en guionista y dramaturga, además de actuar y dirigir. Su trabajo como guionista ha sido nominado dos veces al Premio Óscar, por Heaven Can Wait (1978) y Primary Colors (1998). May fue alabada por la serie de películas que dirigió en los años 1970: su comedia negra de 1971 A New Leaf, en la que protagonizó junto a Walter Matthau, su comedia romántica de 1972 The Heartbreak Kid, actualmente considerada perdida, y su drama de 1976 Mikey y Nicky, protagonizada por John Cassavetes y Peter Falk. 
Su última película, Ishtar, protagonizada por Dustin Hoffman, Warren Beatty e Isabelle Adjani, se enfocó en dos músicos fallidos que vagan por Marruecos. La película tuvo muchos problemas durante su producción, incluyendo que la mitad del presupuesto se fue para pagar los salarios de los protagonistas, no obtuvo buenas ganancias en su fin de semana de estreno y tuvo una recepción tibia por parte de la crítica. Como consecuencia, fue calificada "la peor película jamás hecha en el cine", se creó el término "movie jail" (prisión de cine), y se le impidió a May volver a dirigir.
En 1996, se reunió con Mike Nichols para escribir el guion de The Birdcage, cinta dirigida por Nichols,y después para escribir el guion de Primary Colors.
En 2019, se anunció que May dirigiría una nueva película, titulada Crackpot, con Dakota Johnson. Durante las ruedas de prensa al promocionar su película Madame Web, Johnson confirmó que la película sigue en pie, que Sebastian Stan también protagonizaría el filme y que estaban en espera de agregar un director de respaldo en caso de que surjan problemas de salud durante el rodaje.

## Filmografía
| Año  | Título                         | Notas                        |
| ---- | ------------------------------ | ---------------------------- |
| 2016 | American Masters: Mike Nichols | Episodio de televisión       |
| 1987 | Ishtar                         | Dirección y guion            |
| 1976 | Mikey and Nicky                | Dirección y guion            |
| 1972 | The Heartbreak Kid             |                              |
| 1971 | A New Leaf                     | Dirección, guion y actuación |

| Año  | Título                   | Rol                          | Notas        |
| ---- | ------------------------ | ---------------------------- | ------------ |
| 2021 | The Same Storm           | Ruth Lipsman Berg            |              |
| 2021 | The Good Fight           | Ruth Bader Ginsberg          | 2 episodios  |
| 2016 | Crisis in Six Scenes     | Kay                          | 6 episodios  |
| 2000 | Small Time Crooks        | May                          |              |
| 1994 | Wolf                     | Operadora                    | Sin crédito  |
| 1990 | In the Spirit            | Marianne Flan                |              |
| 1978 | California Suite         | Millie Michaels              |              |
| 1971 | A New Leaf               | Henrietta Lowell             |              |
| 1967 | Back to Bach             |                              | Cortometraje |
| 1967 | The Graduate             | Chica con nota para Benjamin | Sin crédito  |
| 1967 | Luv                      | Ellen Manville               |              |
| 1967 | Enter Laughing           | Angela Marlowe               |              |
| 1958 | DuPont Show of the Month | Candy Carter                 | 1 episodio   |

| Año  | Título                | Notas                                          |
| ---- | --------------------- | ---------------------------------------------- |
| 2001 | Down to Earth         | Película basada en el guion de Heaven can wait |
| 1998 | Primary Colors        |                                                |
| 1996 | The Birdcage          |                                                |
| 1995 | Dangerous Minds       |                                                |
| 1987 | Ishtar                |                                                |
| 1982 | Tootsie               | Sin crédito                                    |
| 1978 | Heaven Can Wait       |                                                |
| 1976 | Mikey and Nicky       |                                                |
| 1971 | Such Good Friends     | Escrito con el seudónimo Esther Dale           |
| 1971 | A New Leaf            |                                                |
| 1967 | Back to Bach          |                                                |
| 1964 | The Jack Paar Program | 1 episodio                                     |
| 1964 | A Degree of Frost     | Especial de televisión                         |

## Premios y nominaciones
Premios Óscar
| Año  | Categoría            | Película        | Resultado |
| ---- | -------------------- | --------------- | --------- |
| 1979 | Mejor guion adaptado | Heaven Can Wait | Nominada  |
| 1999 | Mejor guion adaptado | Primary Colors  | Nominada  |
| 2022 | Oscar Honorífico     |                 | Ganadora  |